# Poggio Catino
Poggio Catino ist eine Gemeinde mit 1275 Einwohnern (Stand 31. Dezember 2023) in der Provinz Rieti in der italienischen Region Latium.

## Geographie
Poggio Catino liegt 63 km nördlich von Rom und 30 km südwestlich von Rieti.
Die Gemeinde besteht aus zwei mittelalterlichen Dörfern, Catino und Poggio Catino, die sich dicht nebeneinander am Abhang des Monte Tancia in den Sabiner Bergen befinden. Im Tal liegt die Siedlung Galatina. Das Gemeindegebiet erstreckt sich über eine Höhendifferenz von 66 bis 768 m s.l.m.
Poggio Catino ist Mitglied der Comunità Montana Sabina IV Zona.
Die Gemeinde befindet sich in der Erdbebenzone 2 (mittel gefährdet). Die Nachbargemeinden sind Cantalupo in Sabina, Forano, Monte San Giovanni in Sabina, Poggio Mirteto, Roccantica und Salisano.

### Verkehr
Die nächste Autobahnauffahrt ist Ponzano Soratte an der A1 Autostrada del Sole in 17 km Entfernung.
Der nächste Bahnhof ist in Poggio Mirteto Scalo an der Regionalbahnstrecke FR1 in 11 km Entfernung.

## Geschichte
Catino wurde von den Langobarden Ende des 7. Jahrhunderts als Grenzsicherung des Herzogtum Spoleto gegründet. Im Mittelalter entwickelte es sich zu einem Fürstentum. Eine Burg auf dem nahen Monte Moricone, heute Poggio Catino, wurde 1072 erstmals erwähnt. Im 12. Jahrhundert konnten sich die zwei Orte Catino und Poggio Catino zusammen als Freie Kommune konstitionieren, die jedoch immer unter Oberaufsicht eines Adligen stand. 1614–1816 übten die Olgiati die Herrschaft aus. 1853 wurde Poggio Catino, mit Catino als Ortsteil, eine selbständige Gemeinde und gehört seit 1927 zur Provinz Rieti. Catino war Besitztum der Familie D'Eustachio, der Marchesi von Cantalupo.

## Bevölkerungsentwicklung
| Jahr      | 1861 | 1881 | 1901 | 1921 | 1936 | 1951 | 1971 | 1991 | 2001 |
| Einwohner | 912  | 1102 | 1196 | 1319 | 1359 | 1409 | 1002 | 1103 | 1220 |

Quelle: ISTAT

## Politik
Walter Ferzi (Lista Civica: Progetto Comune) wurde am 26. Mai 2019 zum neuen Bürgermeister gewählt.

## Sehenswürdigkeiten
- Das Castello von Catino, mit seinem über 20 m hohen fünfeckigen Turm als Schutz vor Angriffen vom Berge aus, ist das weithin sichtbare Wahrzeichen von Catino. Zusammen mit den Resten von Rundturm und Mauer ist es ein Zeichen für die Befestigungstechnik im Früh- und Hochmittelalter.
- Die Rocca von Poggio Catino steht auf der Spitze des Monte Moricone.
- Der Palazzo Signorile neben der Kirche San Rocco in Poggio Catino wurde im 17. Jahrhundert von den Olgiati ausgebaut und ist heute Rathaus.
- San Rocco ist eine Kirche mit zahlreichen Kunstgegenständen, darunter ein Fresko des heiligen Rochus.
- Die Friedhofskirche Santa Maria dei Nobili war die Gründung des langobardischen Adligen Uberto und erscheint im Jahre 1210 als Mutter aller Kirchen in Catino und Poggio Catino.
- Die Pfarrkirche San Nicola di Bari ist die am reichsten ausgestattete Kirche im Orte. Sie enthält diverse Gemälde und die Grabinschrift der Marchesa Ippolita Olgiati, Tochter von Herzog Camillo De'Conti von Carpineto, die mit 30 Jahren verstarb; über der Inschrift hängt das schwarzweiß geschachtete Wappen der Conti.
- In Catino ist die mit bunten Farben bemalte Kirche Sant'Eustachio ein besonderes Beispiel für Renaissancebauwerke.
- In der Nähe der Kirche San Rocco wurden Ruinen einer römischen Thermenanlage gefunden, die fälschlich als Terme di Silla bezeichnet werden.